# Аутсорсинг інформаційних технологій
ІТ-аутсорсинг — бізнес-практика, при якій компанії передають виконання функцій або послуг у сфері інформаційних технологій стороннім постачальникам. Включає в себе такі послуги, як розробка програмного забезпечення, управління ІТ-інфраструктурою, технічна підтримка та консалтинг. ІТ-аутсорсинг дозволяє компаніям зменшити витрати на внутрішні ресурси, отримати доступ до новітніх технологій та експертного досвіду, а також зосередитися на основних бізнес-процесах.